# بلک تیپ فور ا بلو گرل
بلک تیپ فور ا بلو گرل (به انگلیسی: black tape for a blue girl) گروهٔ موسیقی دارک ویو آمریکایی است که در سال ۱۹۸۶ توسط کیبوردیست/ترانه‌پرداز و بنیان‌گذار پراجکت رکوردز سم رزنتال به‌وجود آمد. 